# Luca Pianca

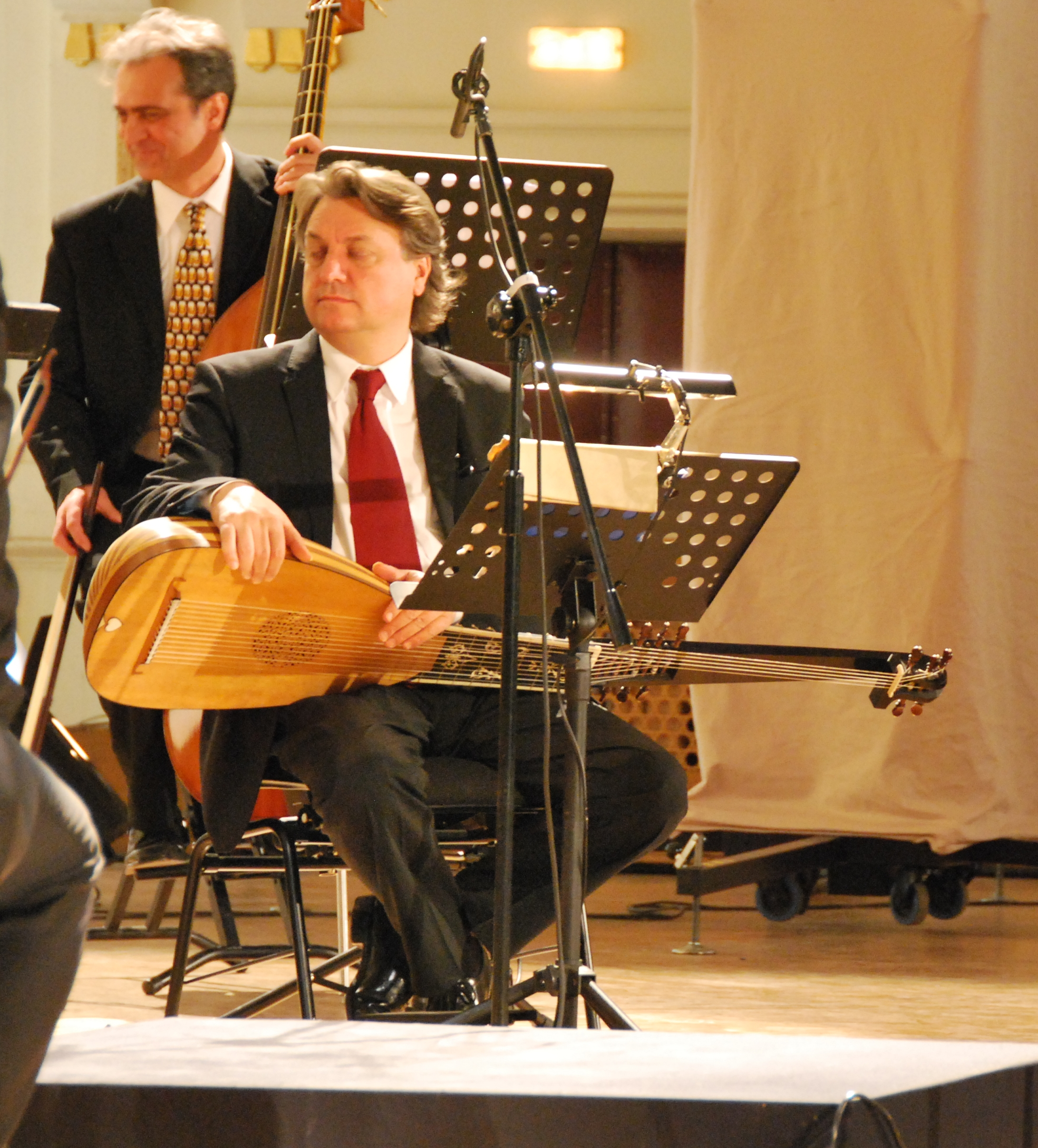
Luca Pianca an der Laute, 2010

Luca Pianca (* 23. August 1958 in Lugano) ist ein Schweizer Lautenist und Spezialist für Alte Musik. 2018 gewann er den Schweizer Musikpreis.

## Leben und Werk
Luca Pianca studierte bei Nikolaus Harnoncourt am Mozarteum Salzburg.
Dieses Studium mündete seit 1982 in einer permanenten Zusammenarbeit mit dem Concentus Musicus Wien. Fernerhin war Luca Pianca Mitbegründer des Mailänder Ensembles Il Giardino Armonico. 2008 gründete und leitete er das Ensemble Claudiana, mit dem er die Aufführung und Einspielung der kompletten Kantaten Johann Sebastian Bachs in Zusammenarbeit mit den Wiener Sängerknaben im Wiener Konzerthaus anstrebte. Mehr als 90 Kantaten sowie das Weihnachtsoratorium und die Johannes-Passion sind bereits aufgeführt. Er trat regelmäßig als Instrumentalpartner von Sängern wie Marie-Claude Chappuis, Eva Mei, Christoph Prégardien, Cecilia Bartoli, Georg Nigl und Anna Lucia Richter sowie im Duo mit dem Gambisten Vittorio Ghielmi auf.
Luca Piancas Diskographie umfasst neben den vielen Einspielungen mit dem Ensemble Il Giardino Armonico unter anderem auch Gesamtaufnahmen der Lautenwerke von Johann Sebastian Bach und Antonio Vivaldi. Seine Konzerttätigkeit führte ihn in Häuser wie die Carnegie Hall in New York, die Berliner Philharmonie, das Wiener Konzerthaus und den Wiener Musikverein. Auf Einladung des Opernhauses Zürich, der Salzburger Festspiele, des Lucerne Festival und des Theaters an der Wien trat er mit Orchestern wie den Berliner Philharmonikern unter Simon Rattle oder mit Künstlern wie dem Rockstar Sting auf.